# فرودگاه سن نیکولاس د باری
فرودگاه سن نیکولاس د باری (به انگلیسی: San Nicolás de Bari Airport) یک فرودگاه همگانی است که یک باند فرود آسفالت دارد و طول باند آن ۱۰۲۳ متر است. این فرودگاه در شهر سن نیکولاس د باری کشور کوبا قرار دارد و در ارتفاع ۱۵ متری از سطح دریا واقع شده است.